# Tour de Château-Chervix
La tour de Château-Chervix est l'ancien donjon d'un château fort détruit situé sur la commune de Château-Chervix en Haute-Vienne en France.
L'ancien donjon du XIIe siècle fait l’objet d’un classement au titre des Monuments historiques depuis le 1er mars 1945 et est propriété de la commune.

## Aspects architecturaux
Ce donjon, appelé « La Tour », culmine à 418 m d'altitude et mesure 32 m de haut. Le donjon roman a été surmonté au XIVe siècle d'un rehaussement avec mâchicoulis de type alternés. Il fait partie des donjons quadrangulaire les mieux conservés. Il est de plan rectangulaire, 8,60 × 13,50 m, ce qui entraîne un système de contreforts différents en fonction des côtés. Au nord et au sud, il y a trois contreforts supportant deux arcades en plein cintre. À l'ouest, il n'y en a que deux cantonnant une arcade, qui se divise en deux arcatures en plein cintre, retombant sur un corbeau commun. Celles de l'est ont été démolies.
Les murs ont une épaisseur de 2 m et sont construits avec des pierres sèches irrégulières de schiste et de granite appareillées. Le donjon possédait trois étages séparés par des planchers de bois qui devaient communiquer par des échelles amovibles.
Sur la face sud se situe la porte d'accès principal située à 7,30 m du sol. Une autre porte est présente aux deux tiers de la hauteur du second étage et une archère au troisième. La face est comporte deux portes situées l'une au-dessus de l'autre. La face ouest présente une archère très étroite au milieu du même étage, une porte aux deux tiers de la hauteur et sur la face nord, il y a deux fenêtres géminées, en plein cintre, séparées par une colonnette ronde.
Il existe également, au pied de la tour, un boyau fermé avec des « loges » de chaque côté. Le tout sur une dizaine de mètres linéaires et ne dépassant pas 1 m de hauteur.
Cette cache permettait de stocker de la nourriture et de se soustraire aux représailles des bandes armées qui sillonnaient parfois la région.

## Histoire
La tour de Château-Chervix est l’ancien donjon d'un château-fort construit par les vicomtes de Limoges au XIIe siècle. Ils y envoyaient leurs principaux prisonniers comme dans les châteaux d’Aixe, de Nontron et d’Excideuil.
Durant le XIVe siècle, les Anglais s’en emparent deux fois, en 1356 et en 1380. La seconde fois, ils y tiennent garnison jusqu'en 1381, puis le quittent moyennant une somme d’argent.
Au XVe siècle, Gouffier de l’Hermite, capitaine de Châlucet, achète la châtellenie de Château-Chervix à Jean V de Bretagne. Sa famille voulut la racheter peu après, grâce à un droit stipulé dans l’acte de vente, mais Gouffier s’y opposa et il fallut une ordonnance du roi Charles VII, en 1455, pour qu’il s’en dessaisisse. Plus tard, le château est à nouveau vendu, puis cédé en 1487 aux seigneurs de Saint Jean-Ligoure, Jean et Antoine de Coignac.

### L'incendie

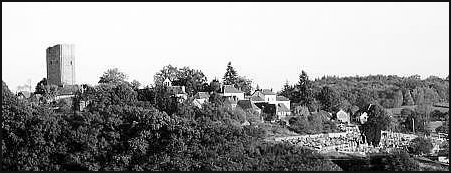
Le village vu depuis le Nord-Est

Le 6 octobre 1553, Château-Chervix est le théâtre d'un drame de la folie humaine. François de Coignac, seigneur de Château-Chervix est hanté, comme tant d'autres, par l'idée de fabriquer de l'or ou du changement de tout métal en or grâce au mercure solidifié. 
Pour ce faire, il s'adjoint un certain Bernardiera, prêtre de réputation douteuse. Ils installent un laboratoire dans une tour isolée du château.
Le beau-père de François de Coignac, intéressé par l'alchimie, est accusé de falsification de monnaie et conduit au châtelet d'Angoulême. Son gendre, fort ému, alla plaider sa cause et obtint « que bonne justice serait faite ».
À son retour, il raconte l'histoire à Bernardiera. Redoutant que la justice vienne s'intéresser à leur activité, il le convainc qu'il doit périr avec sa famille en même temps que la destruction du bâtiment. Coignac ne voulant pas participer à cette tuerie alla se réfugier au Puy-de-Bar, laissant le champ libre au prêtre et à un complice.
Usant de subterfuges, Bernardiera attire dame Coignac dans le laboratoire où il la tue d'un coup de dague, puis ce fut le tour des enfants, pendant que son complice s'occupait des domestiques les uns après les autres, sauf un petit berger qui, remontant de la cave entendit crier et s'y réfugia de nouveau. Les dépouilles des malheureux furent entassées dans le laboratoire où il fut mis le feu. Celui-ci embrasa le reste du château, en n'épargnant que le donjon actuel.
Après deux jours, le berger sortit de sa cachette et raconta la terrible histoire. Ce récit vint aux oreilles des juges du Présidial (la première grande affaire que dut traiter la nouvelle chambre) qui firent chercher les coupables. Bernardiera confessa son crime, il fut tenaillé, roué, écartelé et décapité à Limoges ; quant à Coignac, réfugié en Suisse, il fut condamné à avoir la tête tranchée.
À la fin du XVIe siècle, des huguenots s’en emparent, mais très peu de temps, car le château leur est repris presque aussitôt. La terre de Château-Chervix est confisquée par le roi et donné au seigneur de Lanzat. Le château, qui ne fut jamais réparé, connaît alors une succession de propriétaires, jusqu’en 1660, date à laquelle ses ruines furent acquises par la famille de Joussineau de Tourdonnet qui les conserva, semble-t-il, jusqu’à la Révolution.
Si vers 1860 il restait encore des murs d'enceinte de 12 à 15 m de haut à l'est et au sud de la tour, aujourd'hui il ne subsiste plus que quelques murs qui dépassent à peine le niveau du sol, enfouis dans la végétation et le donjon.

## Les habitants actuels de la tour
- Le Choucas des tours et la Tourterelle des bois se partagent en famille les nombreuses cavités existantes de la tour. Des vols de Choucas en groupes se produisent régulièrement, accompagnés de cris et de poursuites interminables.